# Liffol-le-Petit
Liffol-le-Petit é uma comuna francesa na região administrativa de Grande Leste, no departamento de Haute-Marne. Estende-se por uma área de 25,72 km². Em 2010 a comuna tinha 326 habitantes (densidade: 12,7 hab./km²).